# ساوناگس
ساوناگس (به لاتین: Saunags) یک روستا در لتونی است که در شهرداری دونداگا واقع شده‌است. ساوناگس ۱۵ نفر جمعیت دارد.